# Alain Séraphine
Alain Séraphine est un artiste plasticien, urbaniste et producteur français né le 3 octobre 1951 au Port, à La Réunion. Inventeur du terme « artiste impliqué », il considère son œuvre urbanistique comme faisant partie intégrante de sa démarche.

## L'artiste plasticien
Artiste peintre et sculpteur, il fit ses études à l'École supérieure des beaux-arts de Toulouse d'où il sortit en 1975 avec les félicitations et la seule mention spéciale du jury national « pour son engagement pédagogique », jury dont faisait partie Henri Cueco chef de file de la Coopérative des Malassis. Baigné dans les mouvements « Art vivant » et « Supports/Surfaces » en participant notamment au festival d'art contemporain en 1972, 1973 et 1974 à la Rochelle, Montauban et à l'ENSAD de Toulouse, Séraphine commence sa carrière artistique dans le sud-ouest et réalisera en qualité d'assistant d'Yvon Aubinel, artiste peintre décorateur, quelques œuvres de commande avant de reprendre l'avion pour sa région natale.
Durant son parcours artistique, il fera des rencontres marquantes tant de créativité que d'amitié, on peut citer parmi celles-ci, Sarah Maldoror, Didier Chamizo, Pierre Ayma, Sebastião Salgado, Ariane Mnouchkine, Fabio Calvetti, Jack Beng-Thi, Alain Péters, Alain Gili, Toni Grand, Roger Pic, Willy Ronis, Claude Sauvageot… Sa démarche d'« artiste impliqué » plonge l'artiste au centre de la vie sociale, de la vie associative et participative. On pourrait le comparer à un Fabrice Hybert surfant sur les ficelles administratives de l'État, pour créer une entreprise qui deviendrait « œuvre ». Mais Alain Séraphine cherche lui à faire émerger l'œuvre de ce "dispositif associatif", partition mise en place par l'artiste. L'œuvre est réalisée in situ le plus souvent sous le regard des habitants du quartier ou de la ville à qui elle est destinée. Ils lui donneront un nom, l'habiteront, la feront vivre. L'artiste organisant et créant de l'emploi pour la société, l'œuvre ne peut donc être que monumentale, au-delà des institutions et entreprises qu'il crée ou que sa démarche fait émerger. En voici quelques-unes des plus connues :
- La fresque de deux cents mètres carrés du musée de cire de Lourdes, en 1974.
- Exposition Palais des Arts de Toulouse, 1975.
- La fresque en céramique de trente mètres de haut sur la façade du siège de la Sécurité sociale de la ville de Saint-Denis, en 1975.
- Les sculptures en bois de tamarin de quatre mètres de haut situées à l'entrée de la mairie du Port, en 1976.
- La tapisserie de cent mètres carrés de la salle de conseil de la mairie du Port, en 1976.
- Les deux "tapis mendiant" de six mètres de hauteur par quatre mètres de large, en 1977.
- Le Docker en métal de Rivière des Galets, 1977.
- Les hommes-oiseaux du rond-point de la rivière des Pluies.
- Exposition "Vers un art impliqué", Palais Rontaunay, 1982.
- Les danseuses en métal, les suaires, puis les danseuses en pierre du rond-point des danseuses de la ville du Port. Performances artistiques et sculptures de 1981 à 1995[3].
- "La sculpture à la Réunion", exposition au conseil régional de Saint-Denis de la Réunion, 1986[4].
- La mosaïque de plusieurs centaines de mètres carrés recouvrant le hall du collège de Vincendo, à Saint-Joseph.
- "Métissage", manifestation plastique avec le Village Titan, 1990.
- Les "Villebrequins" à l'entrée Est de la ville du Port, 1995.
- Exposition "Bwadébène", à l'Artothèque du Conseil général de la Réunion en 1998 où fut exposée l'œuvre en basalte et bois d'ébène "Le Commencement"[5].
- Exposition monumentale de près de cent sculptures, La Tribu du Bois d'lé qui s'est déroulée dans un magasin du grand port maritime de La Réunion, celui où travaillait son père, espace d'une surface de 5 000 m2, en 1997.
- Réunion de famille, une sculpture en fougère arborescente, bois de tamarin et pierre de plus d'une tonne appartenant au mécène réunionnais Ramany.
- Les deux sculptures en bois et composite présentes au siège de SFR, en 1998.
- La sculpture en corail de l'Artothèque de Saint-Denis, en 1998[6].
- Fou j'ère, sculpture en fanjan au siège du Conseil régional de La Réunion, en 1999.
- L'Aménagement intitulé "Night and Day" de la salle de spectacle Vladimir Canter, à l'université de La Réunion, en 1999[7].
- L'exposition 3D interactive "Jeu de dames" en 2018

En tant que designer, il est :
- Inventeur du fourneau portois, dispositif de cuisson ultra-économique permettant de diminuer la déforestation[8].
- Designer des costumes et scénographe de plusieurs concerts de Ziskakan, groupe de son ami Gilbert Pounia.
- Concepteur de la Casanoé, procédé de construction simplifié de l'habitat[9].
- Auteur d'un catalogue de plus de mille modèles de meubles en bois.
- Designer de l'ensemble du mobilier en bois précieux du SIVOMR (aujourd'hui TCO, tour de sept étages)[10],[11].

## L'urbaniste
Adjoint à la culture de la ville du Port de 1983 à 2001 et premier adjoint dès 1990, il œuvra sous les mandats de Paul Vergès, Pierre Vergès et Jean-Yves Langenier.
Chargé très tôt de la culture et de l'urbanisme de cette ville, il participa activement à la conception du tracé actuel et à venir (le mail de l'océan), ainsi que de l'ouverture sur l'enceinte portuaire du Port de la Pointe des Galets. Il a été pendant de nombreuses années président de l'instance d'évaluation de la ville, conseiller sur les questions d'aménagement.
Homme de terrain, c'est dans la création d'activité que son œuvre urbanistique prend tout son sens. La plupart de ces structures étant associatives, c'est sous un statut de président bénévole qu'il a le plus souvent œuvré avant de passer la main. Il est en effet :
- Le fondateur de l'Atelier Portois en 1977[13].
- Le fondateur de l'association Village Titan en 1983[14].
- Le fondateur de l'École supérieure d'art de la Réunion[15], établissement supérieur agréé par le ministère de la Culture en 1991.
- Le fondateur en 1993 du Carrefour de l'image de l'océan indien, biennale consacrée aux NTIC.
- Le fondateur et Président de l'Institut de l'image de l'océan indien[16], établissement d'enseignement supérieur en formation professionnelle spécialisé dans l'image et les NTIC créé en 1994.
- Le fondateur et Directeur général de la société d'économie mixte Pipangaï, studio d'animation créé en 1995 avec le soutien de l'industriel Abdé Ali Goulamaly.
- Il a été pendant plusieurs années le président bénévole du Conservatoire national des arts et métiers de la Réunion.
- Cofondateur du Kabardock, salle de spectacles de la ville du Port.
- Il a été pendant plusieurs années le président directeur général de la Halle des Manifestations du Port[17], ces deux équipements faisant partie de son travail de définition et de programmation de la politique culturelle de la ville.
- Le fondateur de la Biennale arts actuels Réunion en Art, Design et Création Numérique Immatérielle (ADCNI) en 2007[18].
- Le fondateur de l'association Antigone en 2011, ayant pour vocation d'organiser la Biennale Arts Actuels Réunion et d'éditer des ouvrages de référence[19].

## Le producteur

### Musique
- Alain Peters. Mangé pou le cœur, Album, ADER et Village Titan, 1984.
- Alain Peters. Panier su la tete ni chante et Romance pou un zézère, 45T, ADER et Village Titan, 1984.

### Cinéma d'animation
Avec la création du studio d'animation Pipangaï en 1995, il met un pied dans le domaine de la production en cinéma d'animation. Le studio commencera en se spécialisant dans la fabrication de dessins animés notamment à travers la colorisation et le banc-titrage.
- En 2004, il se lance dans la coproduction avec la Région Réunion de plusieurs courts-métrages d'animation d'étudiants de l'ILOI, Anchain de Boris Robert, Emma de David Esprimont, L'œil de Jaspe de Bernard Georget et Les Aventures de Molman[20] de Olivier Carrette qui bénéficiera d'un succès télévisuel.
- En 2009, il devient coproducteur exécutif de la série animée pour enfants Cajou pour Disney avec Les armateurs[21].
- En 2015, il fait partie des producteurs d'Adama[22] de Simon Rouby, un long métrage d'animation qui sera entièrement réalisé à la Réunion et produit par les sociétés Naïa Productions et le studio Pipangaï.
- En février 2016, il est l'un des producteurs nommés[23], pour le studio Pipangaï, du film Adama dans la catégorie meilleur film d'animation de long métrage aux Césars 2016[24].
- En mai et juin 2017, il est l'un des coproducteurs, pour le studio Pipangaï[25], du film Zombillénium faisant partie de la sélection officielle du 70e festival de Cannes[26],[27]. Le film concourt alors pour la caméra d'or et est également en compétition au festival d'Annecy[28] dont le film assure l'ouverture. Début 2018, Zombillénium est nommé dans la catégorie meilleur film d'animation de long métrage aux Césars 2018[29].

## Galerie

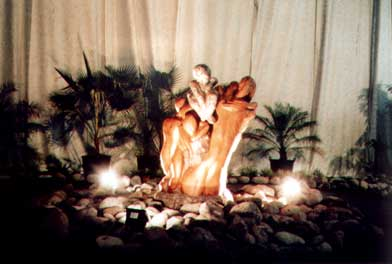
Réunion de famille, 1986 à 1996.
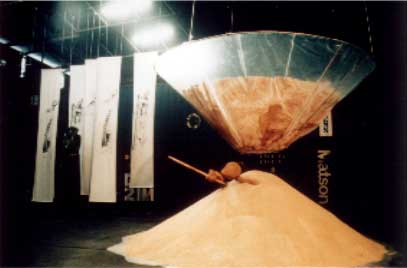
Sablier, sculpture éphémère en sucre, cuivre et plastique de six mètres de haut, 1998.
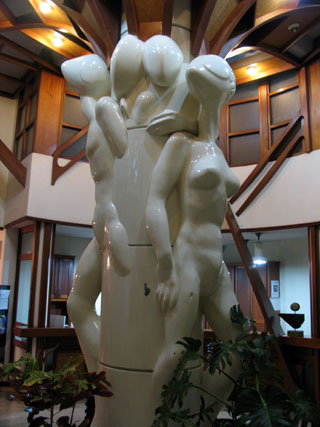
Photo du pilier du hall d'entrée du TCO, résine epoxy, 5,50 m de haut, 1993.

## Publications
- Zordi : texte d'Alain Armand, dessins d'Alain Séraphine, sérigraphies  Ed. Les Chemins de la liberté, 1978[30].
- Kasé brizé : poèmes d'Alain Armand, dessins d'Alain Séraphine, sérigraphies les Chemins de la liberté Saint-Denis - Ed. Les Chemins de la liberté, 1979[31].
- Le Volcan à l’envers ou Madame Desbassyns, le Diable et le Bondieu : pièce de théâtre de Boris Gamaleya, dessins d'Alain Séraphine, Ed. Aspred, Saint-Leu, 1983[32].
- Illustrations pour Pointe et Complainte des galets, Patrice Treuthardt, Le Port : ADER/Village Titan, 1986[33].
- Une œuvre de Sebastião Salgado, Jean Arrouye et Alain Séraphine, Collection Iconotexte, Ed. Muntaner, Paris, 1997[34].
- Médiamorphoses[35] - n.15, Ed. Armand Colin, 2005
- Le regard d'Antigone, Journal d'un méti-sable[36] - Ed. Antigone, 2014[37]

## Distinctions
- Chevalier de l'ordre national du Mérite en 1997[38].
- Officier de l'ordre national du Mérite en 2017[39].
- Médaille de la jeunesse, des sports et de l'engagement associatif, bronze pour son engagement associatif et culturel.
- Nommé pour les Césars du cinéma 2016 en tant que producteur dans la catégorie meilleur film d'animation long métrage[40].
- Finaliste pour le Prix Daniel Toscan du Plantier des producteurs 2016 de l'académie du cinéma[41].

### Filmographie
- [vidéo] « La Tribu du Bois d'lé : documentaire sur l'œuvre d'Alain Séraphine et sur la ville du Port », sur YouTube, réalisé par Sarah Maldoror, 1997.
- [vidéo] « Alain Séraphine : », sur YouTube, documentaire réalisé par  Roger Pic, 1997.